# Проминент-Хилл (аэропорт)
Аэропорт Проминент-Хилл (англ. Prominent Hill Airport) — небольшой частный аэропорт, расположенный в 130 км юго-восточнее города Кубер-Педи, Южная Австралия. Аэропорт принадлежит горнодобывающей компании OZ Minerals.